# Caenolestes
Caenolestes är ett släkte pungdjur i familjen inkanäbbmöss som förekommer i Anderna i norra Sydamerika.

## Utseende
Arterna liknar näbbmöss i utseende men det finns ingen närmare släktskap mellan djurgrupperna. De når en kroppslängd mellan 9 och 13 cm (huvud och bål) och har en ungefär lika lång svans. Vikten ligger mellan 15 och 40 gram. Pälsfärgen varierar mellan arterna men är allmänt mörk på ovansidan och något ljusare på buken. Svansen är bara glest täckt med hår. Hos vissa individer förekommer en vit svans men vanligen har den samma färg som ryggen. Arterna har en spetsig nos, små ögon och avrundade öron.
Hos den bäst kända arten, Caenolestes fuliginosus, har alla fötter fem tår. Vid framfoten bär de yttersta tårna naglar och de andra tre böjda klor. Vid bakfoten har bara den förminskade stortån en klo.
Honor saknar pung (marsupium) och har fyra spenar. Liksom andra inkanäbbmöss har arterna flikar vid läpparna som troligen förhindrar att skräp når deras morrhår eller munhålan. Tandformeln är I 4/3 C 1/1 P 3/3 M 4/4, alltså 46 tänder.

## Arter och utbredning
Enligt Wilson & Reeder (2005) utgörs släktet av fyra arter.
- Caenolestes caniventer lever i sydvästra Ecuador och norra Peru.
- Caenolestes condorensis är endemisk för sydöstra Ecuador.
- Caenolestes convelatus hittas i västra Colombia och norra Ecuador.
- Caenolestes fuliginosus förekommer i norra och västra Colombia, i västra Venezuela och Ecuador.

Den peruanska inkanäbbmusen listas idag i ett eget släkte, Lestoros.

## Ekologi
Habitatet utgörs av skogar och ängar mellan 1 500 och 4 500 meter över havet. Arterna är aktiva på natten och vistas främst på marken. Med hjälp av svansen är de skickliga klättrare på träd. De är troligen allätare och har bland annat larver av ryggradslösa djur, mycket små däggdjur, frukter och andra växtdelar som föda.
Det är inte mycket känt om fortplantningssättet. Parningen sker troligen i juli eller tidig i augusti. Antagligen föds två till fyra ungar per kull eller några fler med då dör dessa unga som inte får plats vid en spene.

## Hot
Arterna hotas främst av skogsavverkningar. De delvis mycket begränsade utbredningsområdena gör de känslig för förändringar. IUCN listar C. condorensis och C. convelatus som sårbara (VU), C. caniventer som nära hotad (NT) och C. fuliginosus som livskraftig (LC).